# 353 TCN
353 TCN là một năm trong lịch La Mã.